# Плавання на літніх Олімпійських іграх 2024 — 400 метрів вільним стилем (жінки)
Змагання з плавання на 400 метрів вільним стилем серед жінок на літніх Олімпійських іграх 2024 відбудуться 27 липня на Арені Дефанс. Це була двадцять четверта поспіль поява цієї дисципліни на Олімпійських іграх. Її проводили на кожній Олімпіаді, починаючи з 1924 року. 

## Рекорди
Перед цими змаганнями чинні світовий і олімпійський рекорди були такими:
| Рекорд       | Час     | Ім'я          | Країна    | Дисципліна           | Дата          | Нотатки     |
| ------------ | ------- | ------------- | --------- | -------------------- | ------------- | ----------- |
| Світовий     | 3:55.38 | Аріана Тітмус | Австралія | Чемпіонат світу 2023 | 23 липня 2023 | [ 2 ] [ 3 ] |
| Олімпійський | 3:56.46 | Кейті Ледекі  | США       | Ріо-де-Жанейро 2016  | 1 серпня 2016 |             |

## Формат змагань
Змагання складаються з двох раундів: попередні запливи та фінал. Плавчині, що показали 8 найкращих результатів у попередніх запливах, виходять до фіналу. У тому разі, коли на останнє місце потрапляння до фіналу претендують дві чи більше плавчині з однаковим часом, передбачено перепливання.

## Розклад
Вказано центральноєвропейський час (UTC+1)
| Дата          | Час   | Раунд             |
| ------------- | ----- | ----------------- |
| 27 липня 2024 | 10:00 | Попередні запливи |
| 27 липня 2024 | 17:30 | Фінал             |

## Результати

### Попередні запливи
| Місце | Заплив | Доріжка | Плавчиня               | Країна                                | Час     | Нотатки |
| ----- | ------ | ------- | ---------------------- | ------------------------------------- | ------- | ------- |
| 1     | 3      | 5       | Кейті Ледекі           | США (USA)                             | 4:02.19 | Q       |
| 2     | 3      | 4       | Аріарн Тітмус          | Австралія (AUS)                       | 4:02.46 | Q       |
| 3     | 2      | 5       | Еріка Фейрветер        | Нова Зеландія (NZL)                   | 4:02.55 | Q       |
| 4     | 2      | 4       | Саммер Макінтош        | Канада (CAN)                          | 4:02.65 | Q       |
| 5     | 2      | 2       | Джеймі Перкінс         | Австралія (AUS)                       | 4:03.30 | Q       |
| 6     | 2      | 3       | Пейдж Мадден           | США (USA)                             | 4:03.34 | Q       |
| 7     | 2      | 6       | Марія Фернанда Коста   | Бразилія (BRA)                        | 4:03.47 | Q       |
| 8     | 3      | 6       | Ізабель Марі Ґозе      | Німеччина (GER)                       | 4:03.83 | Q       |
| 9     | 3      | 3       | Лі Бінцзє              | Китай (CHN)                           | 4:03.96 | R       |
| 10    | 3      | 7       | Лю Ясінь               | Китай (CHN)                           | 4:04.39 | R       |
| 11    | 3      | 1       | Коборі Вака            | Японія (JPN)                          | 4:08.02 |         |
| 12    | 2      | 1       | Валентін Дюмон         | Бельгія (BEL)                         | 4:08.25 |         |
| 13    | 3      | 8       | Айна Кешей             | Угорщина (HUN)                        | 4:08.90 |         |
| 14    | 1      | 4       | Леоні Мартенс          | Німеччина (GER)                       | 4:09.62 |         |
| 15    | 2      | 8       | Анастасія Кирпичникова | Франція (FRA)                         | 4:10.32 |         |
| 16    | 3      | 2       | Габріелле Ронкатто     | Бразилія (BRA)                        | 4:10.46 |         |
| 17    | 2      | 7       | Їв Томас               | Нова Зеландія (NZL)                   | 4:11.86 |         |
| 18    | 1      | 5       | Аґостіна Гайн          | Аргентина (ARG)                       | 4:14.24 |         |
| 19    | 1      | 6       | Анастасія Зелинська    | Узбекистан (UZB)                      | 4:31.71 |         |
| 20    | 1      | 2       | Наталія Джин Кейперс   | Американські Віргінські Острови (ISV) | 4:33.46 |         |
| 21    | 1      | 3       | Карін Белбейсі         | Йорданія (JOR)                        | 4:37.30 |         |

### Фінал
| Місце | Доріжка | Плавчиня             | Країна              | Час     | Нотатки |
| ----- | ------- | -------------------- | ------------------- | ------- | ------- |
| 1     | 5       | Аріарн Тітмус        | Австралія (AUS)     | 3:57.49 |         |
| 2     | 6       | Саммер Макінтош      | Канада (CAN)        | 3:58.37 |         |
| 3     | 4       | Кейті Ледекі         | США (USA)           | 4:00.86 |         |
| 4     | 3       | Еріка Фейрветер      | Нова Зеландія (NZL) | 4:01.12 |         |
| 5     | 8       | Ізабель Марі Ґозе    | Німеччина (GER)     | 4:02.14 |         |
| 6     | 7       | Пейдж Мадден         | США (USA)           | 4:02.26 |         |
| 7     | 1       | Марія Фернанда Коста | Бразилія (BRA)      | 4:03.53 |         |
| 8     | 2       | Джеймі Перкінс       | Австралія (AUS)     | 4:04.96 |         |